# Lampanah Ranjo
Lampanah Ranjo is een bestuurslaag in het regentschap Aceh Besar van de provincie Atjeh, Indonesië. Lampanah Ranjo telt 214 inwoners (volkstelling 2010).